# Posada Leska
Posada Leska – część miasta Lesko, dawniej samodzielna wieś. Leży na północnych rubieżach miasta, w okolicy ulicy Piłsudskiego.

## Historia
Dawniej wieś i gmina jednostkowa w powiecie leskim, za II RP w woј. lwowskim. W 1934 w nowo utworzonej zbiorowej gminie Lesko, gdzie utworzyła gromadę.
Podczas II wojny światowej w powiecie Sanok w dystrykcie krakowskim (Generalne Gubernatorstwo); okupant włączył całą przedwojenną gminę Lesko do Leska.
Po wojnie w reaktywowanej gminie Lesko w powiecie leskim, w nowo utworzonym województwie rzeszowskim. Jesienią 1954 zniesiono gminy tworząc gromady. Posada Leska weszła w skład nowo utworzonej gromady Lesko.
1 stycznia 1969 część wsi Posada Leska o powierzchni 65,1363 ha wyłączono z gromady Lesko, włączając ją do Leska.
W 1973 roku Posada Leska utworzyła sołectwo w reaktywowanej gminie Lesko w powiecie bieszczadzkim w województwie rzeszowskim.
Brak informacji kiedy Posada Leska została w całości włączona do Leska.